# Rozsdáshasú légyvadász
A rozsdáshasú légyvadász (Pachycephala rufiventris) a madarak osztályának verébalakúak (Passeriformes) rendjébe és a légyvadászfélék (Pachycephalidae) családjába tartozó faj.

## Rendszerezése
A fajt John Latham angol ornitológus írta le 1801-ben, a Sylvia nembe Sylvia rufiventris néven.

## Előfordulása
Ausztrália és Új-Kaledónia területén honos. Természetes élőhelyei a mérsékelt övi erdők, szubtrópusi és trópusi száraz erdők, mangroveerdők, síkvidéki esőerdők, szavannák és cserjések, valamint ültetvények és vidéki kertek. Vonuló faj.

## Alfajai
- Pachycephala rufiventris minor (F. R. Zietz, 1914) - a Melville-sziget és a Bathurst-sziget (Ausztrália északi partvidéke mentén)
- Pachycephala rufiventris falcata (Gould, 1843) - eredetileg különálló fajként írták le, Ausztrália északi részén él.
- Pachycephala rufiventris pallida (E. P. Ramsay, 1878) - eredetileg különálló fajként írták le, Ausztrália északkeleti részén él.
- Pachycephala rufiventris rufiventris (Latham, 1802) - Ausztrália egésze, kivéve az északi területeket
- Pachycephala rufiventris xanthetraea (J. R. Forster, 1844) eredetileg különálló fajként írták le, Új-Kaledónia szigetén él. [2]

## Megjelenése
Testhossza 18 centiméter, testtömege 20-27 gramm. A nemek tollazata különbözik.
|  |  |

## Természetvédelmi helyzete
Az elterjedési területe nagyon nagy, egyedszáma ugyan csökken, de még nem éri el a kritikus szintet. A Természetvédelmi Világszövetség Vörös listáján nem fenyegetett fajként szerepel.